# Letiště Franja Tuđmana Záhřeb
Letiště Franja Tuđmana Záhřeb (IATA: ZAG, ICAO: LDZA, chorvatsky Zračna luka „Franjo Tuđman” Zagreb) je hlavní a největší letiště v Chorvatsku, pojmenované po bývalém prezidentovi Chorvatska Franju Tuđmanovi. Nachází na severu města Velika Gorica, asi 10 km jihovýchodně od hlavního města Záhřebu a často bývá označováno jako Zračna luka Pleso (letiště Pleso). Je to domácí letiště chorvatských aerolinek Croatia Airlines.

## Historie
První vzletová a přistávací dráha byla na letišti vybudována v roce 1909. V roce 1927 přistál nedaleko Záhřebu Charles Lindbergh. O rok později, 15. února 1928, začala na letišti fungovat civilní doprava. Dokončeno bylo v roce 1933.

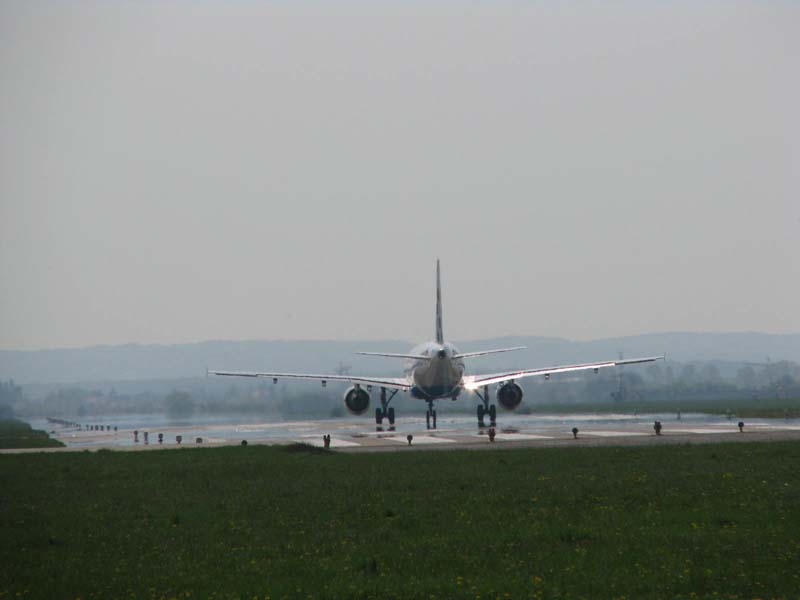
Letadlo přistávající na záhřebské mezinárodní letiště

Po druhé světové válce se všechen komerční provoz přestěhoval do bývalé vojenské základny v blízkosti města Lučko, jihozápadně od Záhřebu.
20. dubna 1962 se začalo letiště opět používat. Ranvej byla upravena a prodloužena na 2500 metrů, byl postaven terminál s kapacitou 1000 m².
Nový terminál s kapacitou 5000 m² byl postaven v roce 1966 a v roce 1974 byl dále rozšířen na dnešních 12000 m². Kromě toho byla také prodloužena dráha na současných 3 252 m.

## Vybavení a vzhled

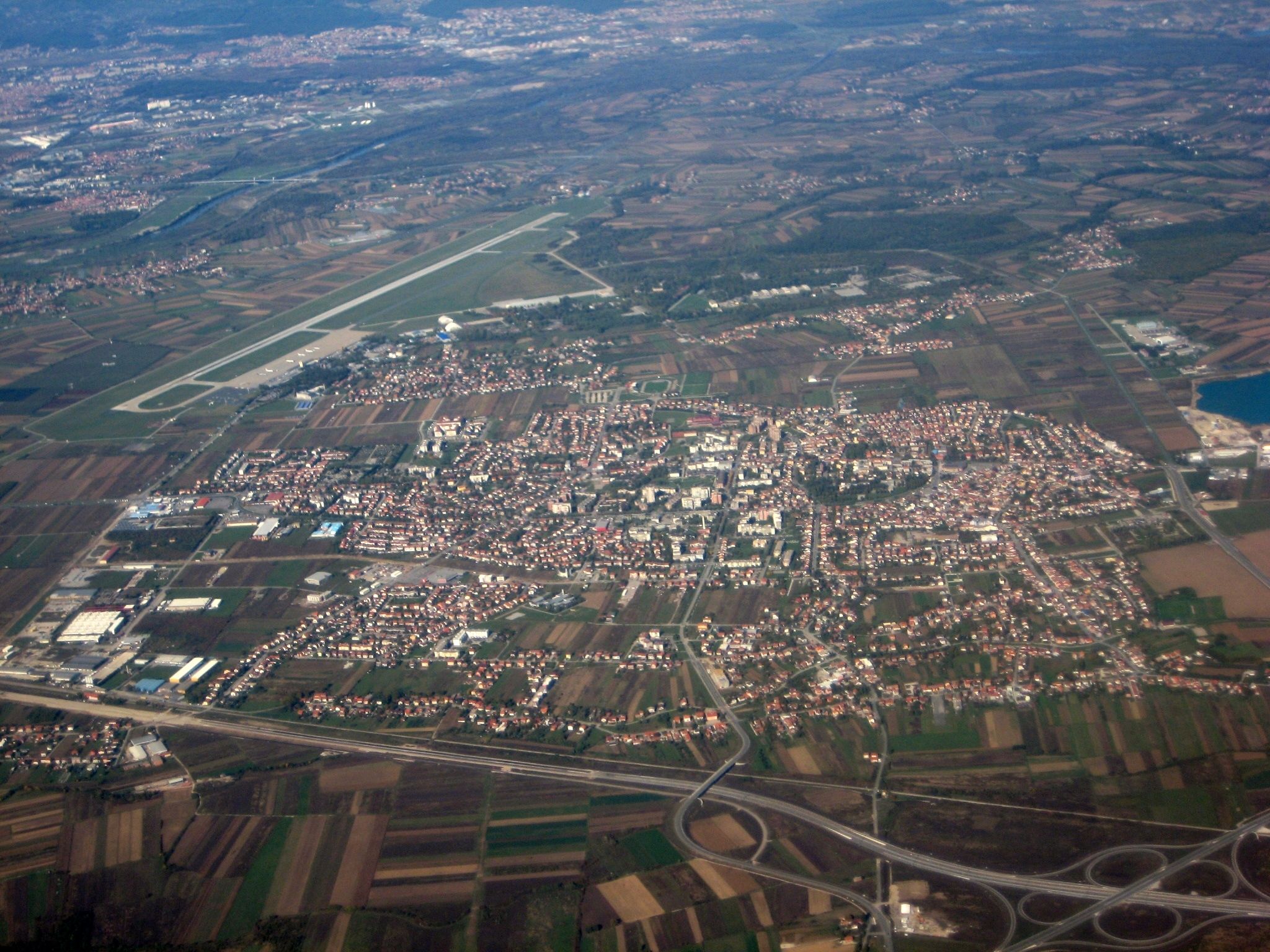
Letecký snímek města Velika Gorica, vzadu záhřebské letiště

Letiště je nejmodernější v zemi, ovšem ve srovnání s jinými letišti na Balkáně (např. Letiště Podgorica, Letiště Tivat, Letiště Skopje atd.) má techniku poněkud zastaralou. Lety jsou situovány do jednoho terminálu. Provoz je řízen na jedné vzletové a přistávací dráze, která bývá v noci osvětlena.

## Aerolinie a destinace
Irská nízkonákladová společnost Ryanair oznámila otevření nové základny a zahájení letů od června 2021. Postupně bude otevřeno celkem 17 nových tras.